# Matthias Theodor Vogt
Pour les articles homonymes, voir Vogt.
Matthias Theodor Vogt, né le 5 mai 1959 à Rome, est un écrivain, historien du culturel, musicologue, historien et professeur d'université allemand.
Il est l’auteur de nombreuses études sur les prérequis culturels d’un affermissement de la démocratie en Europe ainsi qu’un spécialiste des politiques culturelles. Vogt a développé le concept des « aires culturelles » (Kulturräume) en Saxe et a contribué de manière prépondérante à sa mise en vigueur. Il est directeur de l’institut de Saxe pour les infrastructures culturelles (Institut für kulturelle Infrastruktur Sachsen) depuis 1994 ainsi que professeur de politique culturelle et d’histoire culturelle à la haute école spécialisée de Zittau/Görlitz depuis 1997. Vogt a reçu le titre de « professor honoris causa » en 2012 par l’Université de Pécs ainsi que l’ordre du mérite par la république de Pologne en 2014 pour son engagement dans la coopération germano-polonaise. En France, il a publié récemment Accueil et rejet : les deux cultures des Allemands (Esprit). Vogt est catholique, marié et père de trois enfants. Lors de la réception de son livre Ankommen in der deutschen Lebenswelt (Arrivée en milieu de vie allemand) des critiques l'ont proposé à la présidence de la république fédérale d'Allemagne.

## Biographie
Matthias Theodor Vogt a grandi près de Fribourg-en-Brisgau. Il est le petit-fils de l’angliciste Theodor Spira (1885-1961) de l’université de Königsberg qui fut renvoyé de l’établissement en 1940 lors du régime Nazi pour des motifs politiques et religieux et qui travailla après la guerre pour la conciliation avec Israël au ministère de l’éducation et de la culture de Hesse. Il est le neveu d’Andreas Spira (1929-2004), philologue classique de Mayence, ainsi que le frère du latiniste Gregor Vogt-Spira (né en 1956) à l’université de Marbourg et de Markus Vogt (né en 1962) enseignant l’éthique sociale à l’université Louis-et-Maximilien de Munich.
Vogt étudie le théâtre, la philosophie, la germanistique et la musique à l’université de Louis-et-Maximilien de Munich, de Paris III, d’Université d'Aix-Marseille ainsi qu’à l’université technique de Berlin, après avoir appris le violoncelle au conservatoire de Bâle auprès de Nikolaus Uhlenhut, puis auprès d’Atis Teichmanis à la haute école de musique de Fribourg-en-Brisgau. Lors de ses études à Munich, Vogt est le secrétaire particulier de Hans Lamm, président du consistoire israélite de Munich et de Haute-Bavière (Israelitische Kultusgemeinde München und Oberbayern). En 1983 il obtient sa maîtrise universitaire des lettres à l’université de Louis-et-Maximilien de Munich auprès de Klaus Lazarowicz et Susanne Vill. En 1988 il achève son doctorat auprès de Carl Dahlhaus à l’université technique de Berlin et en 2008 son habilitation à l’université de Pécs. Il agit en tant qu'évaluateur pour la fondation Volkswagen et pour la Fondation universitaire du peuple allemand (Studienstiftung des deutschen Volkes). Depuis 1983 Vogt intervient en allemand, en anglais, en français et en italien lors de conférences situées principalement en Europe, au Japon et aux États-Unis.
Vogt publie de 1979 à 1985, en particulier sur le théâtre musical et la musique moderne, pour le journal Frankfurter Allgemeine Zeitung, les revues Neue Zeitschrift für Musik, Österreichische Musikzeitschrift et Falter Wien ainsi que pour les radios Sender Freies Berlin, Bayerischer Rundfunk, Westdeutscher Rundfunk, Saarländischer Rundfunk, Österreichischer Rundfunk et France Musique.
Vogt dirige les relations publiques du festival de Bayreuth de 1986 à 1989 et est responsable des cahiers de programme,. Il a travaillé auprès du festival de Salzbourg, du Wiener Staatsoper, de la Scala de Milan, de la biennale de Venise, du théâtre national de Roussé, de l’opérette de Moscou, de la haute école de musique de Shanghai, du théâtre du Châtelet à Paris et de l’Aquario Romano à Rome, collaborant avec Luigi Nono, Luciano Berio et Karlheinz Stockhausen pour la première de Prométhée, Un Re in Ascolto et Samstag aus Licht.
Matthias Theodor Vogt est le « père » de la loi relative aux aires culturelles en Saxe (Sächsisches Kulturraumgesetz, publiée le 20 janvier 1994 ; l’équivalent d’un établissement public de coopération culturelle en France). Ce fut la première loi en Allemagne introduisant une coopération culturelle intercommunale obligatoire et par un regroupement des collectivités territoriales respectives et par un financement soutenu de manière systématique par le Land. Lors d’une commission d’enquête du Bundestag allemand, la loi est suggérée aux autres Länder en tant que modèle à suivre en matière de politiques publiques culturelles. Vogt développe le concept de la loi et est jusqu’en 1995 coordinateur des aires culturelles pour sa mise en place. En novembre 1995, il refuse une nouvelle nomination au sein du Ministère des Sciences et des Arts de l’État de Saxe lors du mandat de Kurt Biedenkopf.
En 1994, le ministre Hans Joachim Meyer et Matthias Theodor Vogt fondent l’institut de Saxe pour les infrastructures culturelles (Institut für kulturelle Infrastruktur Sachsen) Vogt en est depuis lors le directeur. Le président du Bundestag allemand en la personne de Norbert Lammert établit en 2014 un compte rendu des vingt premières années de l’institut.
En 1997 Vogt est nommé professeur de politique culturelle et d’histoire culturelle à la faculté de Management et de Culture de la haute école spécialisée de Zittau/Görlitz. Il est professeur invité à l’université technique de Dresde de 2001 à 2005, à l’université Charles de Prague de 2002 à 2010, à l’université de Wrocław en 2003, à l’université du Sannio à Bénévent en 2009, à l’université Jagellonne de Cracovie en 2012 ainsi qu’à l’université de Vienne en 2013 et 2014.
En 1997 Vogt fonde, en tant que directeur de l’institut de Saxe pour les infrastructures culturelles ainsi que du professeur de la haute école spécialisée de Zittau/Görlitz, la filière d’étude « Culture et Management » à Görlitz (Kultur und Management Görlitz) sous l’égide de Federico Mayor Zaragoza, à l’époque le directeur général de l’UNESCO, qui a décrit l’angle d’approche de la filière par ces mots : « Mobilizing support for the arts has become an art in itself. It calls for individuals combining economic flair, a grasp of social legislation, familiarity with an increasingly diverse cultural scene, and an uncompromising commitment to meticulous organization. »,. La filière est récompensée en 1998 par le Stifterverband für die Deutsche Wissenschaft.

## Recherches
Vogt se consacre depuis 1990 à la réalisation d’études sur les prérequis culturels dans les processus de transitions en Europe. Il s’intéresse particulièrement à l’affermissement de la démocratie notamment en marge des métropoles allemandes et européennes, ainsi qu’aux aspects méthodologiques des politiques culturelles en tant que discipline scientifique.
Il présente en 2016 son étude sur les migrations : Ankommen in der deutschen Lebenswelt (arrivée en milieu de vie allemand). Elle se situe dans la continuité de ses études antérieures faites dans le cadre des cours du collège scientifique Collegium Pontes Görlitz-Zgorzelec-Zhořelec sur la bienveillance faites aux minorités et aux étrangers lors du renouveau des entités étatiques européens (Minderheiten- und Fremdenfreundlichkeit am Wiederbeginn europäischer Staatlichkeit), sur l’étranger comme enrichissement (Der Fremde als Bereicherung) et sur les minorités comme plus-value (Minderheiten als Mehrwert).
Vogt a enquêté sur le potentiel de la théorie du principal-agent pour l’affermissement du sens civique au niveau local notamment à Erlangen, dans les villes moyennes de Landsberg am Lech et de Pforzheim ainsi que dans la petite ville d’Altötting et dans le village de Gundelsheim près de Bamberg.
Il a analysé l’apport des églises et des communautés religieuses à la vie culturelle en Allemagne pour la commission d’étude Kultur in Deutschland (la culture en Allemagne) du Bundestag allemand.
Vogt a fait des recherches dans le domaine des politiques à l’égard des minorités ethniques et religieuses notamment sur les sorabes de Lusace et sur la situation des minorités du Caucase.
Le collège scientifique trinational Collegium Pontes Görlitz-Zgorzelec-Zhořelec a effectué des recherches entre 2002 et 2009 sous l’égide des ministères des affaires étrangères allemand, polonais et tchèque sur la cohésion sociale en Europe.
Vogt est coéditeur du Europäisches Journal für Minderheitenfragen (journal européen pour la question des minorités ; Vienne, Berlin), de la Rivista Interdisciplinare di Studi Europei / Review of Interdisciplinary Studies on Europe RISE (Neapel), du journal trilingue Culture Management – Kulturmanagement – Zarządzanie Kulturą et du Towarzystwo Doktorantów Uniwersytetu Jagiellońskiego (tous les deux de Cracovie).
Il a écrit et édité jusqu’à ce jour environ 400 livres et articles en tant qu’auteur, co-auteur, éditeur et coéditeur.
Dans le cadre de l'analyse du potentiel du Soft power en Afrique, Vogt accepta en février 2018 l'invitation du Représentant personnel du Chancelier fédéral pour l'Afrique et Représentant du Ministère fédéral de la Coopération économique et du Développement pour l'Afrique, Günter Nooke, à un voyage de délégation " Sur la dimension culturelle et religieuse du développement durable " au Ghana et au Cameroun, organisant en juin 2018 la visite du retour de 12 autorités traditionnelles de l'Afrique Sub-Saharienne (Cameroun, Bénin, Gabon) dans l’État libre de Saxe. Dans la préparation d'un débat public médiatique du Représentant pour l'Afrique avec l'association des professeurs pour l’étude des langues africaines, le Ministère fédéral de la Coopération économique et du Développement demandait à Vogt une évaluation de la lettre du 15.11.2018, adressée personnellement au ministre fédéral et comportant de nombreuses erreurs de mots, dans laquelle l'association avait demandé le licenciement de Nooke. Seules les analyses coordonnées avec deux autres collègues ont révélé que le président de l'association avait copié une "lettre ouverte" de Cologne du 14.11.2018 (en vue des erreurs probablement une lettre des étudiants) par copier-coller et l'avait convertie en lettre de son adresse officielle de professeur à l’Université de Hambourg adressée personnellement au ministre fédéral sans l’indiquer. Cela était bien-sûr problématique au sens des directives DFG sur le bon comportement scientifique (quod licet bovi, non licet Iovi) mais au plus une question interne à l'Université de Hambourg, pas au gouvernement fédéral. Le rapport recommandait donc que le public ne soit pas informé de l'évaluation, mais seulement le professeur de Hambourg et son université. Le BMZ a demandé le 08.02.2019 cette évaluation de la lettre de l'association à la suite d'une invitation à la presse de la part de l'association du 07.02.2019 qui n'avait pas été coordonnée avec le BMZ. Dans cette invitation, le président de l'association avait répété les accusations du 15.11.2018, ce qui équivalait à un condamnation préconçu de Nooke avant la conversation et mettait en question le sens de cette conversation. En guise de conclusion, Vogt résume (à la suite de Thomas Bauer : Die Vereindeutigung der Welt, 2018) : " La ' causa ' Nooke est exemplaire pour l'hypabilité post-factuelle, comme on l'appelle en Nouvel Allemand. C'est-à-dire : Pour tester comment - dans un tunnel de raccourcissement droite-gauche et détaché des faits - dans notre beau pays et peut-être précisément pour cette raison si joyeusement excité, on peut guérir et attirer l'attention. Une pensée MINT basée sur les faits comme celle de Günter Nooke, cependant, n'est pas en soi une pensée de droite, une pensée des sciences humaines ouverte aux polyvalences comme celle des africanistes n'est pas automatiquement une pensée de gauche. Et ni l'un ni l'autre ne sont incompatibles. Dans la théorie de la résilience, la République fédérale se trouve dans un piège de réduction et de négociation très dangereux et simplificateur. Les marges politiques extrêmes profitent le plus de ce piège".

## Politique
Vogt fait partie de l’aile sociale de l‘Union chrétienne-démocrate d'Allemagne (CDU) et est régulièrement actif pour tous les partis démocrates.
Vogt appartient à l'aile sociale de la CDU et travaille régulièrement pour tous les partis du spectre démocratique. Pour sa position politique dans le discours sur les migrations, voir l'interview d'Alexander Smoltczyk dans Der Spiegel du 04.05.2017. Vogt est candidat de l'Union démocratique chrétienne d'Allemagne aux élections au Parlement européen le 26 mai 2019.

## Engagement social
Vogt est, avec Fumikatsu Inoue de Jérusalem et Martin Sperlich de Berlin, l’initiateur en 1985 et 1986 du mémorial pour l’holocauste à Berlin-Tiergarten qui n’a cependant pas été réalisé. Il est membre du comité directeur du festival international de musique à Tegernsee sous la direction artistique de Natalja Gutman entre 1991 et 1994. Entre 1993 et 1998 il est membre du conseil d'administration de la Société e.o.plauen (e.o.plauen Gesellschaft) qui a pour président Willi Daume. Depuis 1998 il est membre de la société chargé de remettre le prix des ponts dedié au « pontifs » de l’entente européenne de la ville de Görlitz-Zgorzelec (Brückenpreis für europäische Verständigung). Il en est le président en 1999, le prix est alors décerné à Freya von Moltke son éloge est faite par Władysław Bartoszewski et en 2000 avec comme lauréat Arno Lustiger ayant comme laudateur Wolf Biermann.

## Récompenses
- Récompense pour la filière « Culture et Management de Görlitz » par la Stifterverband für die Deutsche Wissenschaft en 1998
- Médaille Franz-Kafka à Prague en 2000
- Prize for support of culture and arts der European Union of Arts (prix pour le soutien à la culture et aux arts de l’Union Européenne des Arts) à Bruxelles en 2000
- Médaille Eötvös József au collège József Eötvös de Baja en 2012
- Ordre du mérite de la république de Pologne en 2014

## Œuvres (sélection)
- avec Erik Fritzsche, Christoph Meißelbach: Ankommen in der deutschen Lebenswelt. Migranten-Enkulturation und regionale Resilienzstärkung. Geleitwort von Rita Süssmuth und Nachwort von Olaf Zimmermann. Europäisches Journal für Minderheitenfragen Vol. 9 No. 1-2 2016. Berliner Wissenschafts-Verlag 2016,  (ISBN 978-3-8305-3716-8 et 978-3-8305-2975-0),  (ISSN 1865-1089 et 1865-1097).
- Wie weiter in der Armenienfrage? Ein Vorschlag zu den möglichen politischen Folgerungen aus dem „Ökumenischen Gottesdienst im Berliner Dom anläßlich der Erinnerung an den Völkermord an Armeniern, Aramäern und Pontos-Griechen“ am 23. April 2015 und der „Debatte zu den Deportationen und Massakern an den Armeniern vor 100 Jahren“ im Deutschen Bundestag am 24. April 2015. Europäisches Journal für Minderheitenfragen Vol 8 No 3 2015. Verlag Österreich, Wien 2015.
- avec Olaf Zimmermann (Hrsg.): Verödung? Kulturpolitische Gegenstrategien. Beiträge zur Tagung 22./23. November 2013 in Görlitz. Veranstalter: Deutscher Kulturrat und Institut für kulturelle Infrastruktur Sachsen. Edition kulturelle Infrastruktur, Görlitz und Berlin 2013.
- avec Katarzyna Plebańczyk, Massimo Squillante, Irena Alperyte (editors): Brain Gain through Culture? Researching the Development of Middle Size Cities in Poland, Lithuania, Italy, Hungary, Germany, and France. DOI 10.1696/KOL-2012. Görlitz 2012.
- avec la participation de Vladimir Kreck et les Fellows des Collegium Pontes Görlitz-Zgorzelec-Zhořelec: Empfehlungen zur Stärkung der sorbischen Minderheit durch Schaffung eines abgestimmten Selbstverwaltungs-, Kooperations-, Projekt- und Institutionenclusters. Europäisches Journal für Minderheitenfragen Vol. 5 No. 4. Wien 2012. S. 211-430.
- avec la participation de Isabell Ehrlicher, Amandine Laïk, Carolin Eisner, Ulf Großmann: Kultur für Landberg. Stärkung der Innenstadt durch Aufwertung der kulturellen Infrastruktur sowie Erhalt und Entwicklung der einschlägig genutzten Baudenkmäler. Görlitz 2012.
- What is Cultural Policy? Was ist Kulturpolitik? Czym jest polityka kulturalna? In: Emil Orzechowski et al. (Hrsg.): Vol. III (3) Culture management. Kulturmanagement. Zarządzanie kulturą, Krakau 2010. S. 113–136, 15–39, 213–237.
- avec Jan Sokol, Dieter Bingen, Jürgen Neyer und Albert Löhr (Hrsg.): Minderheiten als Mehrwert. (= Schriften des Collegium Pontes. Band VI). Frankfurt am Main u. a. 2010,  (ISBN 978-3-631-60239-3).
- avec Jan Sokol, Dieter Bingen, Jürgen Neyer und Albert Löhr (Hrsg.): Der Fremde als Bereicherung. (= Schriften des Collegium Pontes. Band V). Frankfurt u. a. 2010,  (ISBN 978-3-631-60233-1).
- avec Jan Sokol, Beate Ociepka, Detlef Pollack und Beata Mikołajczyk (Hrsg.): Europäisierung im Alltag. (= Schriften des Collegium Pontes. Band IV). Frankfurt am Main u. a. 2009,  (ISBN 978-3-631-58033-2).
- avec Jan Sokol, Beate Ociepka, Detlef Pollack und Beata Mikołajczyk (Hrsg.): Die Stärke der Schwäche. (= Schriften des Collegium Pontes. Band III). Frankfurt am Main u. a. 2009,  (ISBN 978-3-631-58032-5).
- avec Jan Sokol, Beate Ociepka, Detlef Pollack und Beata Mikołajczyk (Hrsg.): Peripherie in der Mitte Europas. (= Schriften des Collegium Pontes. Band II). Frankfurt am Main u. a. 2009,  (ISBN 978-3-631-58031-8).
- avec Jan Sokol, Beate Ociepka, Detlef Pollack und Beata Mikołajczyk (Hrsg.): Bedingungen europäischer Solidarität. (= Schriften des Collegium Pontes. Band I). Frankfurt am Main u. a. 2009,  (ISBN 978-3-631-58030-1).
- Der Beitrag der Kirchen und Religionsgemeinschaften zum kulturellen Leben in Deutschland. In: Deutscher Bundestag (Hrsg.): Kultur in Deutschland. Schlußbericht der Enquete-Kommission des Deutschen Bundestages. Deutscher Bundestag, K.-Drs. 15/414b. Regensburg 2008,  (ISBN 978-3-932581-93-9).
- (Hrsg.): „Kulturräume in Sachsen. Eine Dokumentation. Mit einer photographischen Annäherung von Bertram Kober und dem Rechtsgutachten von Fritz Ossenbühl“. (= Kulturelle Infrastruktur Band I). Universitätsverlag, Leipzig 1. Auflage 1994, 2. Auflage 1996, 3. Auflage 1997,  (ISBN 3-931922-04-9).
- (Hrsg.) Das Gustav-Mahler-Fest Hamburg 1989. Kassel/ Basel/ London/ New York 1991,  (ISBN 3-7618-1015-6).
- Die Genese der Histoire du Soldat von Charles-Ferdinand Ramuz, Igor Strawinsky und René Auberjonois. Bamberg 1989 (Zugleich Dissertation an der TU Berlin 1989).